# Paul Raud
Paul Raud (22. října 1865 Viru-Jaagupi, Livonská gubernie, Ruské impérium – 22. listopadu 1930 Tallinn) byl estonský malíř.

## Život
V Tartu navštěvoval střední školu. Studoval od roku 1886 do 1894 na Akademii umění v Düsseldorfu, kde byl ovlivněn pracemi Eduarda von Gebhardta. Na studiích byl podporován baronkou Natalií von Uexküll (1833–1911), stipendium činilo 40 rublů měsíčně. Je spojen s malířskou školou v Düsseldorfu. Po návratu do Estonska maloval nejvíc portréty a krajiny, než se vydal v roce 1896 na cestu s bratrem-dvojčetem malířem Kristjanem Raud a Amandusem Adamsonem po ostrovech Muhu a Pakri. Jeho díla tohoto období připomínají Maxe Liebermanna. V roce 1899 se vrátil do Německa, kde se vrátil k impresionismu, který spolu s časem stráveným s Iljou Repinem, ovlivnil jeho pozdější styl. Před první světovou válkou a po ní vyučoval a od roku 1915 pracoval jako výtvarník v talinském institutu obchodu a od roku 1923 na Státní průmyslové škole umění v Tallinnu.
Dílo Paula Rauda je vystaveno v Estonském uměleckém muzeu v Tallinnu.

## Galerie

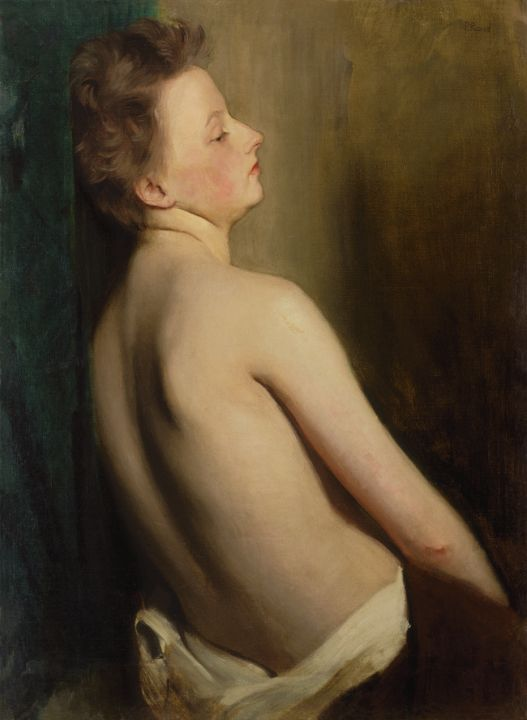
Poloakt (1893)
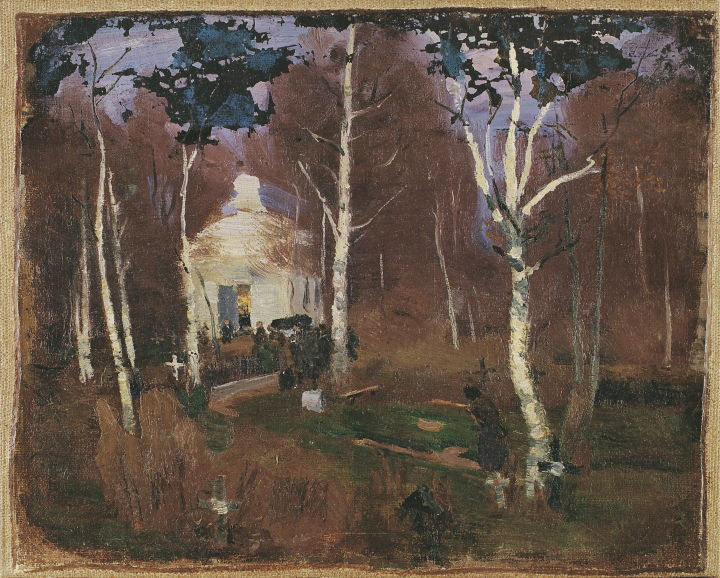
Hřbitov v Rakvere (1895)
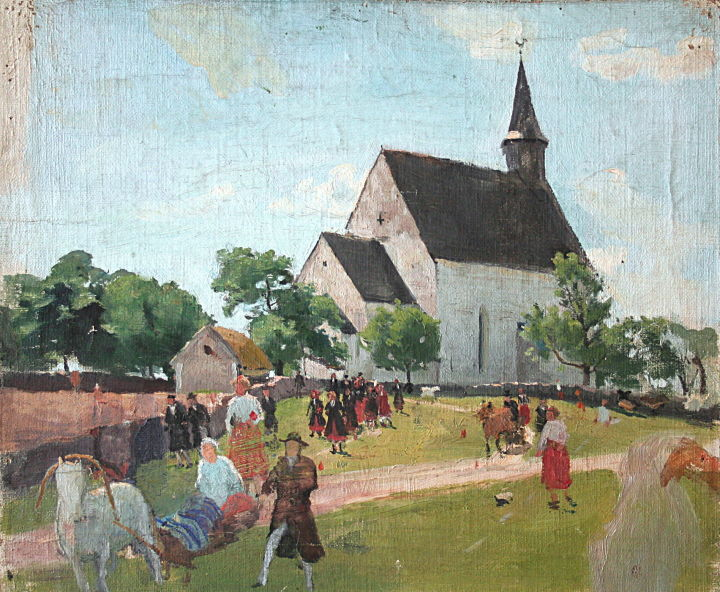
Kostel svaté Kateřiny v Muhu (1898)
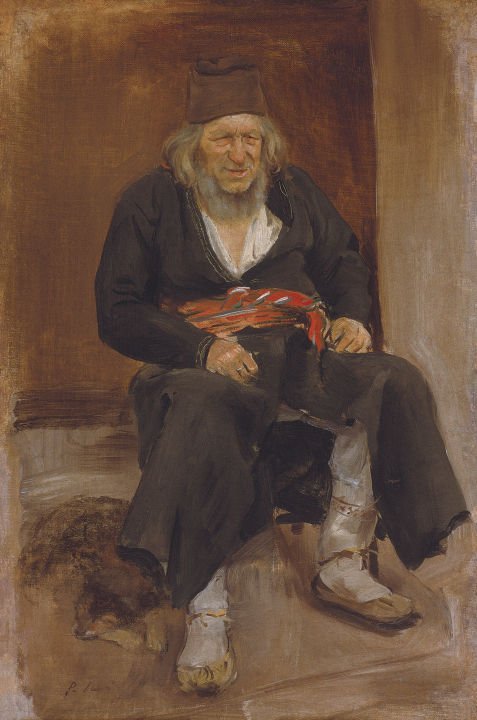
Starý muž z ostrova Muhu (1911)
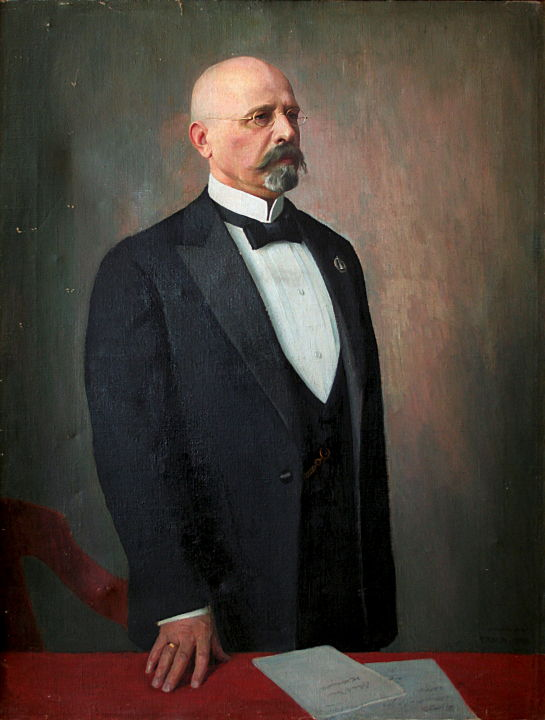
Portrét Jaana Poska (1929)